# Trachyphonus darnaudii
El barbudo capuchino (Trachyphonus darnaudii) es una especie de ave piciforme de la familia Lybiidae que vive en África oriental.

## Descripción

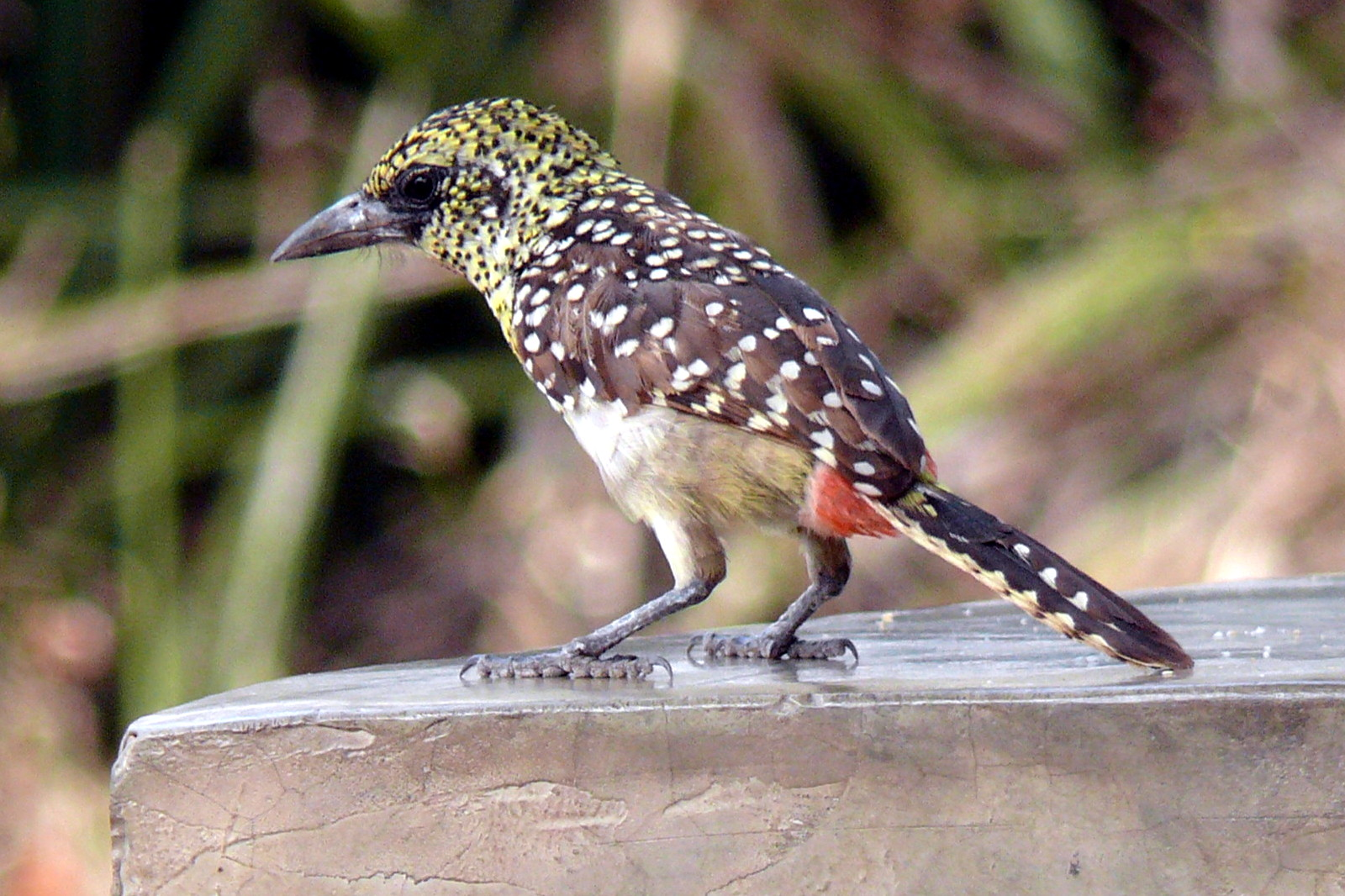
Hembra.

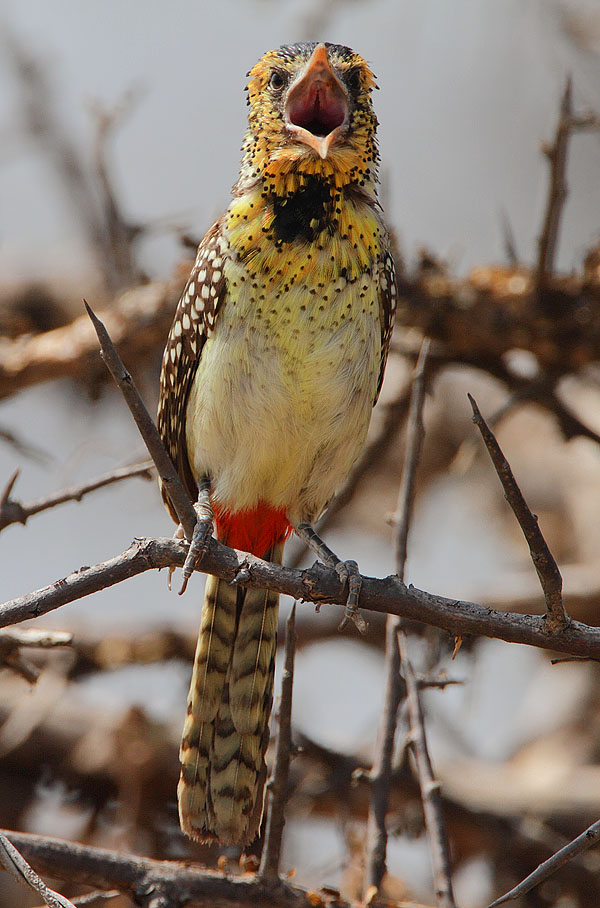
Macho cantando.

Mide alrededor de 16 cm de largo. El macho tiene el plumaje de las partes superiores negro salpicado con motas blancas, aunque su cabeza y pecho son principalmente de color amarillo anaranjado con un denso moteado negro. Presenta una lista negra en la frente y la parte frontal del píleo formando una cresta eréctil, y tiene una gran mancha negra en el centro del pecho. Su vientre es blanco con cierto moteado oscuro difuso, y está separado del pecho por una lista negruzca difusa con pequeñas motas negras alrededor. Presenta un anillo ocular gris y su robusto pico ligeramente curvado hacia abajo también es gris. La base de su cola es roja y sus rémiges laterales e inferiores son blanquecinas están listadas en blanco y negro. La hembra es similar pero con menos negro en su plumaje: sus partes superiores son pardas en lugar de negras, y solo presentan una pequeña mancha negra en el pecho y la parte superior del píleo, aunque presenta una lista negruzca más ancha y moteada en blanco.

## Taxonomía
Se reconocen cuatro subespecies: 
- T. d. darnaudii
- T. d. böhmi
- T. d. emini
- T. d. usambiro.

## Distribución y hábitat
El barbudo capuchino se encuentra en las sabanas del este de África. 

## Comportamiento
Se alimenta de insectos, frutos y semillas, que recolecta tanto en los árboles como en el suelo. 
Excava túneles de medio a un metro de largo en el suelo con ramificaciones laterales donde anida. Su exhibición nupcial consiste en una especie de danza en la que el macho y la hembra situados en ramas próximas se hacen reverencias repetidamente y cantan juntos.